# كارلوس إيرنيستو نافارو لوبيز
كارلوس إيرنيستو نافارو لوبيز (بالإسبانية: Carlos Ernesto Navarro López)‏ هو سياسي مكسيكي، ولد في 20 مايو 1957 في المكسيك. حزبياً، نشط في حزب الثورة الديمقراطية. وقد انتخب عضو مجلس النواب المكسيك.